# Província de Tiznit
La província de Tiznit (en àrab إقليم تيزنيت, iqlīm Tīznīt; en amazic ⵜⴰⵙⴳⴰ ⵏ ⵜⵉⵣⵏⵉⵜ, tasga n Tiznit) és una de les prefectures del Marroc, fins 2015 part de la regió de Souss-Massa-Draâ i actualment de la de Souss-Massa. Té una superfície de 8.214 km² i 344.831 habitants censats en 2004. La capital és Tiznit. El territori forma part del vessant occidental de la serralada del Anti-Atles al sud del Marroc.

## Història
Tiznit va ser bressol de la dinastia almoràvit a partir de la madrassa El Ouaggaguia a Aglou.
La història de la regió de Tiznit està també lligada a la importància que li van donar els sultans alauites. El sultà Mulei Hassan I va visitar la ciutat en dues ocasions, una en 1882 i l'altra en 1886. Les muralles de la ciutat són obra seva.
En aquesta província es trobava Sidi Ifni, enclavament espanyol, que va arribar a ser província hispana a partir de 1958, que va ser retornat al Marroc en 1969. Actualment Sidi Ifni és una província independent de la província de Tiznit.

## Divisió administrativa
La província de Tiznit consta de 2 municipis i 23 comunes:
| Nom                  | Codi geogràfic | Tipus        | Habitatges | Població (2004) | # Estrangers | # Nacionals |
| -------------------- | -------------- | ------------ | ---------- | --------------- | ------------ | ----------- |
| Tafraout             | 581.01.05.     | Municipi     | 1243       | 4931            | 3            | 4928        |
| Tiznit               | 581.01.07.     | Municipi     | 11855      | 53682           | 17           | 53665       |
| Aït Issafen          | 581.03.01.     | Comuna rural | 1010       | 5026            | 0            | 5026        |
| Anzi                 | 581.03.03.     | Comuna rural | 1223       | 6619            | 0            | 6619        |
| Arbaa Ait Ahmed      | 581.03.05.     | Comuna rural | 1516       | 8228            | 1            | 8227        |
| Ida Ou Gougmar       | 581.03.07.     | Comuna rural | 1567       | 8170            | 1            | 8169        |
| Sidi Ahmed Ou Moussa | 581.03.09.     | Comuna rural | 809        | 4256            | 0            | 4256        |
| Tafraout El Mouloud  | 581.03.11.     | Comuna rural | 757        | 3619            | 0            | 3619        |
| Tighmi               | 581.03.13.     | Comuna rural | 1739       | 9867            | 0            | 9867        |
| Tizoughrane          | 581.03.15.     | Comuna rural | 1379       | 6250            | 2            | 6248        |
| Tnine Aday           | 581.03.17.     | Comuna rural | 558        | 2734            | 1            | 2733        |
| Afella Ighir         | 581.09.01.     | Comuna rural | 1084       | 4205            | 0            | 4205        |
| Aït Ouafqa           | 581.09.03.     | Comuna rural | 1243       | 5472            | 2            | 5470        |
| Ammelne              | 581.09.05.     | Comuna rural | 1281       | 4281            | 5            | 4276        |
| Irigh N'Tahala       | 581.09.07.     | Comuna rural | 583        | 1992            | 0            | 1992        |
| Tarsouat             | 581.09.09.     | Comuna rural | 840        | 3096            | 0            | 3096        |
| Tassrirt             | 581.09.11.     | Comuna rural | 560        | 1887            | 0            | 1887        |
| Arbaa Rasmouka       | 581.11.01.     | Comuna rural | 1360       | 7503            | 0            | 7503        |
| Arbaa Sahel          | 581.11.03.     | Comuna rural | 2585       | 12944           | 2            | 12942       |
| Bounaamane           | 581.11.05.     | Comuna rural | 2158       | 12112           | 1            | 12111       |
| El Maader El Kabir   | 581.11.07.     | Comuna rural | 1595       | 7918            | 0            | 7918        |
| Ouijjane             | 581.11.09.     | Comuna rural | 1257       | 6472            | 0            | 6472        |
| Reggada              | 581.11.11.     | Comuna rural | 2620       | 14328           | 0            | 14328       |
| Sidi Bouabdelli      | 581.11.13.     | Comuna rural | 1238       | 6826            | 0            | 6826        |
| Tnine Aglou          | 581.11.15.     | Comuna rural | 3128       | 14632           | 11           | 14621       |